# Хара
Хара (на английски: Harrah) е град в окръг Якима, щата Вашингтон, САЩ. Хара е с население от 542 жители (2000) и обща площ от 0,7 km². Намира се на 254 m надморска височина. ЗИП кодът му е 98933, а телефонният му код е 509.